# Lamprogaster pumicata
Lamprogaster pumicata är en tvåvingeart som beskrevs av Wulp 1885. Lamprogaster pumicata ingår i släktet Lamprogaster och familjen bredmunsflugor. Inga underarter finns listade i Catalogue of Life.